# Brownsville, Florida
Brownsville är en ort (CDP) i Miami-Dade County, i delstaten Florida, USA. Enligt United States Census Bureau har orten en folkmängd på 15 313 invånare (2010) och en landarea på 5,9 km².